# Fußballmeisterschaft der Grenzmark
Die Fußballmeisterschaft der Grenzmark der Männer wurde zwischen der Saison 1929/30 und 1932/33 im Baltischen Sport-Verband (BSV) ausgespielt. Der Fußballmeister der Grenzmark qualifizierte sich für die Endrunde um die Baltische Fußballmeisterschaft.

## Geschichte
Vor 1929 wurde innerhalb des BSV in den Bezirken Ostpreußen, Danzig und Pommern gespielt. 1929 erfolgte die Gründung des Bezirkes Grenzmark, der die Vereine aus Danzig, den Kreis Stolp aus Pommern sowie den westlichen Teil des Bezirkes Ostpreußen enthielt. Namensgebend war die Provinz Grenzmark. Für die erste Spielzeit 1929/30 versuchte der Verband durch Einführung einer obersten Bezirksliga die Spielstärke zu erhöhen und die witterungsbedingten Spielausfälle so gering wie möglich zu halten. Dafür wurde 1928 eine Herbstrunde in den einzelnen Kreisligen ausgespielt, deren Sieger dann für die eingleisige Bezirksliga Grenzmark qualifiziert haben. Durch den Verbandswechsel von Pommern zur Spielzeit 1930/31 kamen jedoch weitere Kreise zur Grenzmark hinzu, wodurch auf eine oberste Liga verzichtet wurde und wieder eine klassische K.-o.-Endrunde der einzelnen Kreissieger ausgespielt wurde. Der Sieger und der Vizemeister der Grenzmark waren für die Baltische Fußballendrunde qualifiziert.
Im Zuge der Gleichschaltung wurde der Baltische Sport-Verband wenige Monate nach der Machtübernahme der Nationalsozialisten im Jahre 1933 aufgelöst. Die Vereine aus den Kreisen Danzig und Elbing wurden ab 1933 der Gauliga Ostpreußen bzw. deren Unterbau zugeordnet, die Vereine aus den Kreisen Stolp, Köslin und Schneidemühl hingegen der Gauliga Pommern samt Unterbau. Eine Besonderheit ergibt sich dadurch, dass die regionalen Meisterschaften ab den 1930er-Jahren bereits ein Jahr vor Austragung der eigentlichen Verbandsendrunde ausgespielt wurden. Geschuldet war dies hauptsächlich den Wetterverhältnissen, da durch den teilweise langen Winter in den Wintermonaten kaum ein Spielbetrieb stattfinden konnte. Daher wurde die Saison 1932/33 bereits im Herbst 1931 begonnen. Dieser Umstand sorgte dafür, dass die Saison 1933/34 ebenfalls bereits im Herbst 1932 begonnen wurde. Durch die politische Umwälzung wurde eine etwaige Endrunde 1933/34 jedoch nicht ausgetragen, dennoch dienten die Endstände der Ligen 1933/34, und nicht die der Spielzeit 1932/33, als Grundlage zum Übergang in die Gauligen.
Trotz Zusammenlegung der Vereine aus Danzig, Elbing und Stolp blieb die erhoffte Steigerung des Spielniveaus überschaubar. Weiterhin waren die Vereine in der Baltischen Fußballendrunde den ostpreußischen Vertretern unterlegen.

## Fußballmeister der Grenzmark 1930–1933
| Jahr    | Fußballmeister Grenzmark | Abschneiden baltische Fußballmeisterschaft | Baltischer Fußballmeister     |
| ------- | ------------------------ | ------------------------------------------ | ----------------------------- |
| 1929/30 | SV Schupo Danzig         | Viertplatzierter                           | VfB Königsberg                |
| 1930/31 | PSV Elbing               | Drittplatzierter                           | SV Prussia-Samland Königsberg |
| 1931/32 | Viktoria Stolp           | Zweitplatzierter                           | SV Hindenburg Allenstein      |
| 1932/33 | BuEV Danzig              | Viertplatzierter                           | SV Prussia-Samland Königsberg |

## Vizemeister der Grenzmark 1930–1933
| Jahr    | Vizemeister Grenzmark | Abschneiden baltische Fußballmeisterschaft | Baltischer Fußballmeister     |
| ------- | --------------------- | ------------------------------------------ | ----------------------------- |
| 1929/30 | Viktoria Stolp        | Qualifikation Vizemeister                  | VfB Königsberg                |
| 1930/31 | SV Neufahrwasser      | Viertplatzierter                           | SV Prussia-Samland Königsberg |
| 1931/32 | Danziger SC           | Viertplatzierter                           | SV Hindenburg Allenstein      |
| 1932/33 | Preußen Danzig        | Drittplatzierter                           | SV Prussia-Samland Königsberg |

## Rekordmeister
Insgesamt vier Vereine konnten die Fußballmeisterschaft jeweils einmal gewinnen.
|  | Verein           | Titel | Jahr |
|  | ---------------- | ----- | ---- |
|  | SV Schupo Danzig | 1     | 1930 |
|  | PSV Elbing       | 1     | 1931 |
|  | Viktoria Stolp   | 1     | 1932 |
|  | BuEV Danzig      | 1     | 1933 |